# Марія Альба
Марія дель Пілар Маргарита Касахуана Мартінес (ісп. María del Pilar Margarita Casajuana Martínez), більш відома як Марія Альба (англ. Maria Alba; 19 березня 1910, Барселона — 26 жовтня 1999, Сан-Дієго, Каліфорнія) — американська акторка іспанського походження епохи німого та раннього звукового кіно.

## Ранні роки
Марія Касахуана народилася 19 березня 1910 року(за іншими даними — 28 грудня 1905 року) в Барселоні.

## Кар'єра
Марія Касахуана працювала телефоністкою в Барселоні, коли в грудні 1926 року виграла конкурс фотогенічності, що проводився кінокомпанією Fox Film та виданням The Graphic Day з метою відкриття нових талантів. 1927 року вона підписує контракт з Fox Film та переїжджає до Голлівуду, де вивчає англійську мову, бере сценічне ім'я «Марія Альба» та починає зніматися в кіно.
За свою нетривалу голлівудську кар'єру знялася у 25 повнометражних стрічках. Найпомітнішою її роботою стала роль Суботи у фільмі «Містер Робінзон Крузо» (1932), де вона зіграла разом з Дугласом Фербенксом. У 1940-х роках зіграла також у двох іспаномовних фільмах мексиканського виробництва.

## Особисте життя
9 липня 1950 року одружилася з Річардом Дж. Бурком (англ. Richard J. Burk). У шлюбі народила трьох дітей.

## Вибрана фільмографія
- Дівчина в кожному порту (1928)
- Маска для сну (1928)
- Придорожній заклад (1928)
- Вулиця радості (1929)
- Пекельні герої (1930)
- Дорога до пекла (1931)
- Містер Робінзон Крузо (1932)
- Загіпнотизований (1932)
- Поцілунок Аравії (1933)
- Повернення Чанду (1934)
- Флірт з небезпекою (1934)
- На захід від Пекоса (1934)
- Великий бог золота (1935)
- Нічий син (1946)